# بیلیکول
بیلیکول (به قزاقی: Билікөл، بيلىكول) یک دریاچه در قزاقستان است که در استان جامبیل واقع شده‌است.